# Os Índios da Meia Praia
"Os índios da Meia Praia" é um single de José Afonso, editado a partir do álbum Com as Minhas Tamanquinhas, lançado em 1976.
O tema evoca os moradores da Meia Praia, em Lagos, e o impacto do Serviço de Apoio Ambulatório Local, logo após o 25 de abril de 1974.